# Blair Tarrant
Pour les articles homonymes, voir Tarrant.
Blair Tarrant est un joueur de hockey sur gazon néo-zélandais évoluant au poste de défenseur au Hamburger Polo Club et avec l'équipe nationale néerlandaise.

## Biographie
Blair est né le 11 mai 1990 à Timaru.

## Carrière
Il a été appelé en équipe nationale première en 2016 pour concourir aux Jeux olympiques d'été à Rio de Janeiro, au Brésil,.

## Palmarès
- : 2e à la Ligue mondiale 2012-2013
- : 2e à la Coupe d'Océanie en 2013
- : 2e à la Coupe d'Océanie en 2015
- : 2e à la Coupe d'Océanie en 2019
- : 3e aux Jeux du Commonwealth en 2010